# Archavir
Arshavir (em armênio/arménio: Արշաւիր) é um antigo nome armênio que significa "viril" (do persa). De acordo com Johann Heinrich Hübschmann (1848-1908) significa "homem" (Zend aršan +vira). Este nome está relacionado com a família de Fócio. A mãe de Focas, Irene, foi a irmã de Arsabero (forma grega de Archavir), que se casou com Calomaria, irmã de Bardas e da imperatriz Teodora. Arsabero, o tio de Fócio, é frequentemente confundido com Arsabero, o irmão de João, o Gramático.